# Reiver Alvarenga
Reiver David Alvarenga Domínguez (ur. 11 marca 1978) – wenezuelski judoka. Dwukrotny olimpijczyk. Odpadł w eliminacjach w Sydney 2000 i Atenach 2004. Walczył w wadze ekstralekkiej.
Uczestnik mistrzostw świata w 1999 i 2003. Startował w Pucharze Świata w 2000 i 2004. Brązowy medalista igrzysk panamerykańskich w 2003; piąty w 1999. Wygrał igrzyska Ameryki Środkowej i Karaibów w 2002 i drugi w 1998. Triumfator mistrzostw panamerykańskich w 2004 i drugi w 2001 roku. Zdobył trzy medale na mistrzostwach Ameryki Południowej.

## Letnie Igrzyska Olimpijskie 2000
| Konkurencja | Eliminacje                     | Klas. końcowa |
| Konkurencja | Przeciwnik I                   | Miejsce       |
| ----------- | ------------------------------ | ------------- |
| 60 kg       | Dordżpalmyn Narmandach (MGL) P | 1 runda       |

## Letnie Igrzyska Olimpijskie 2004
| Konkurencja | Eliminacje                | Klas. końcowa |
| Konkurencja | Przeciwnik I              | Miejsce       |
| ----------- | ------------------------- | ------------- |
| 60 kg       | Benjamin Darbelet (FRA) P | 1 runda       |